# Hiku-iwa
Hiku-iwa (japanisch ひく岩 ‚Niedriger Felsen‘) ist ein 2114 m hoher Nunatak im ostantarktischen Königin-Maud-Land. Er ragt 5,5 km südlich des Mount Gaston de Gerlache im südlichen Teil des Königin-Fabiola-Gebirges auf.
Japanische Wissenschaftler nahmen 1973 seine Vermessung und 1979 die Benennung vor.